# Royal Albert-Elizabeth Club de Mons
Il R.A.E.C. Mons (nome completo Royal Albert-Elizabeth Club de Mons), chiamato comunemente Mons, era una società calcistica con sede a Mons, in Belgio. Nella stagione 2014-15 giocò nella Proximus League, la seconda serie del campionato belga e alla fine del medesimo anno è stato dichiarato il fallimento del club.

## Storia
Il R.A.E.C. Mons è stato creato l'11 aprile 1911 ed è stato registrato alla Federcalcio belga il 17 giugno dello stesso anno (matricola n° 44).

## Rosa 2013-2014
| N. |                         | Ruolo | Calciatore         |
| -- | ----------------------- | ----- | ------------------ |
| 1  | Belgio (bandiera)       | P     | Olivier Werner     |
| 3  | Belgio (bandiera)       | D     | Noë Dussenne       |
| 4  | Francia (bandiera)      | D     | Peter Franquart    |
| 7  | Belgio (bandiera)       | C     | Tim Matthys        |
| 8  | Belgio (bandiera)       | C     | Joachim Mununga    |
| 9  | RD del Congo (bandiera) | C     | Zola Matumona      |
| 10 | Svezia (bandiera)       | A     | Pär Ericsson       |
| 12 | Belgio (bandiera)       | C     | Thomas Chatelle    |
| 13 | Senegal (bandiera)      | C     | Christophe Diandy  |
| 14 | Israele (bandiera)      | D     | Yuval Spungin      |
| 15 | Belgio (bandiera)       | D     | Daan Van Gijseghem |
| 18 | Belgio (bandiera)       | A     | Dylan De Belder    |

| N. |                     | Ruolo | Calciatore               |
| -- | ------------------- | ----- | ------------------------ |
| 19 | Israele (bandiera)  | A     | Shlomi Arbeitman         |
| 20 | Francia (bandiera)  | D     | Grégory Lorenzi          |
| 21 | Zimbabwe (bandiera) | C     | Vuza Nyoni               |
| 22 | Gambia (bandiera)   | A     | Mustapha Jarju           |
| 23 | Francia (bandiera)  | C     | Flavien Le Postollec (c) |
| 24 | Belgio (bandiera)   | P     | Adrien Saussez           |
| 29 | Belgio (bandiera)   | D     | Nicolas Timmermans       |
| 30 | Francia (bandiera)  | D     | Jérémy Sapina            |
| 39 | Belgio (bandiera)   | C     | Brice Ntambwe            |
| 40 | Francia (bandiera)  | P     | Geordan Dupire           |
| 45 | Belgio (bandiera)   | D     | Pieterjan Monteyne       |
| 94 | Guinea (bandiera)   | C     | Richard Soumah           |

## Stagioni passate
- 2009-2010
- 2011-2012
- 2012-2013

## Palmarès

### Competizioni nazionali
- Tweede klasse: 1

2005-2006
- Derde klasse: 3

1948-1949 (girone A), 1984-1985, 1999-2000

### Altri piazzamenti
- Coppa del Belgio:

Semifinalista: 1934-1935, 2011-2012
- Tweede klasse:

Secondo posto: 2000-2001